# Quinto Settimio Fiorente Tertulliano
Quinto Settimio Fiorente Tertulliano, o semplicemente Tertulliano (in latino Quintus Septimius Florens Tertullianus; Cartagine, 155 circa – 230 circa), è stato uno scrittore romano, filosofo e apologeta cristiano, fra i più celebri del suo tempo. 
Negli ultimi anni della sua vita entrò in contatto con alcune sette ritenute eretiche, come quella riconducibile al prete Montano; per questo motivo fu l'unico antico apologeta cristiano, insieme ad Origene Adamantio, a non ottenere il titolo di Padre della Chiesa.

## Biografia
Tertulliano nacque a Cartagine verso la metà del II secolo (intorno al 155) da genitori pagani (patre centurione proconsulari, figlio di un centurione proconsolare) e, dopo essere stato verosimilmente iniziato ai misteri di Mitra, compì gli studi di retorica e diritto nelle scuole tradizionali imparando il greco. Visse tra la seconda età antonina e la fine dell'età severiana.
Dopo una giovinezza dissipata esercitò la professione di avvocato dapprima in Africa e successivamente a Roma; ritornò quindi nella città natale e probabilmente verso il 195 si convertì al cristianesimo, attratto forse dall'esempio dei martiri (Cfr. Apol. 50,15; Ad Scap. 5,4). Nel 197 scrisse la sua prima opera, Ad nationes («Ai pagani»).
Fu sposato e ci ha lasciato uno scritto sul matrimonio indirizzato alla moglie. Secondo Gerolamo era prete, ma Tertulliano non fa alcuna allusione in questo senso né rivendica alcun mandato nella Chiesa: egli opera piuttosto come scrittore laico indipendente, critico e contestatore.
Adottò posizioni religiose molto intransigenti e nel 213 aderì alla setta religiosa dei montanisti, nota per l’inflessibile rigorismo tendente talvolta al fanatismo. Anche nel periodo montanista, per Tertulliano la Chiesa è sempre «Madre».
Negli ultimi anni della sua vita abbandonò il gruppo per fondarne uno nuovo, quello dei tertullianisti. Quest'ultima setta era ancora esistente all'epoca di sant'Agostino, che riferisce di averla fatta rientrare nell'alveo dell'ortodossia. Le ultime notizie che si possiedono su Tertulliano risalgono al 222, quando attaccò polemicamente il pontefice romano Callisto I. La sua morte si data dopo il 230.

## Pensiero
Tertulliano è un grande teorico e un acuto pensatore, che assume un posto di rilievo nel panorama letterario del suo tempo.

### Dottrina trinitaria
Tertulliano derivò dei contenuti trinitari da Teofilo di Antiochia, Giustino martire e Ireneo di Lione, risultando un tipico teologo del Logos del II secolo.
È considerato un grande teologo cristiano soprattutto perché pensa ed esprime la teologia trinitaria attraverso una terminologia latina rigorosa. A lui si deve l'introduzione del termine «persona» nella teologia trinitaria.
Tertulliano fu storicamente il primo scrittore ecclesiastico ad utilizzare la parola latina trinitas («trinità») con riferimento al Dio biblico e a definire Dio come unam substantiam in tribus cohaerentibus (Adversus Praxean, 12:7), chiamati anche personae, mutuando i termini di "persona" e di "sostanza" dalla metafisica stoica. In questo modo, distingueva l'unicità della sostanza divina rispetto alla pluralità delle tre persone, tra loro co-eterne e consustanziali in un piano paritetico.
Tertulliano sottolineò il fatto che la processione presume la superiorità del Padre Dio rispetto al Figlio Dio e allo Spirito Santo Dio, da Lui inviati, pur non negando la loro consustanzialità e co-eternità «paritetica» dal punto di vista della sostanza. Da queste considerazioni derivò il fatto che la relazione fra il Padre Dio e il Figlio Dio non è co-eterna, bensì l'effetto della libera volontà di Dio di creare l'universo. Tertulliano elaborò un concetto di economia della salvezza, che vede la generazione del Figlio già in qualità di Salvatore e di Redentore e che assorbe il Logos all'interno del mistero trinitario.
La dottrina di Tertulliano anticipava di circa un secolo il Concilio di Nicea. La sua importanza storica fu notevolmente rivalutata dalla teologia moderna. Il teologo Roger Olson lo definì come il padre della dottrina trinitaria, mentre il gesuita francese Joseph Moingt, nella sua opera Théologie trinitaire de Tertullien, affermò che il Contra Praxeam fu il primo trattato trinitario nella storia della Chiesa. La sua dottrina non fu considerata perfettamente conforme alla formula nicena. Alcuni Padri della Chiesa lo accusarono di coltivare una forma di subordinazionismo affine all'arianesimo.

### Mariologia
Tertulliano negò la verginità perpetua di Maria, affermando che Ella fu vergine prima del parto, ma non dopo.

### La dottrina dell'animanaturalitercristiana
Nell'Apologeticum, Tertulliano afferma che l'anima «sebbene rinchiusa nel carcere del corpo [...] come dopo l'ubriachezza [...] nomina Dio con un solo nome». Tali espressioni linguistiche sono, per il pensatore cartaginese, testimonianze dell'anima che – nonostante l'assenza di sovrastrutture – spontaneamente menziona Dio. Tale «scoperta», per Tertulliano, ha come obiettivo quello di dimostrare la naturalezza del sentimento religioso senza dover ricorrere alle astrusità dei filosofi.
Tertulliano dedica uno scritto apposito a tale questione, il De testimonio animae («La testimonianza dell'anima»). In questo piccolo libro, l'apologeta cristiano dichiara espressamente di non voler essere aiutato da chi, in precedenza, abbia, in modo artificiale, utilizzato le fonti pagane per «documentare che noi cristiani non abbiamo abbracciato alcuna dottrina nuova o mostruosa», ma suo obiettivo è andare a ricercare le fonti dell'anima nella loro purezza più originaria.
Quest'operazione, nella sua formulazione, ha un impianto di derivazione stoica, e più precisamente si rivedono echi della dottrina dell'anticipazione. Come dice Vecchiotti, «ciò che interessa di più in questa sede è l'accento messo sull'ambiente tertullianeo e il modo come questo accento è messo. Ovvero: che effettivamente il sentimento religioso costituisca un primum rispetto ad ogni altra determinazione. Quando questa interviene, vuol dire che essa rappresenta una «macchia» – economica o psicologica – sulla nobiltà del sentimento originario».
Dunque, Tertulliano riconosce che il «concetto di Dio» (per lo più quando lo si esprime, quando lo si dice) viene fuori nel momento in cui il soggetto umano si allontana da tutti i tipi di costruzioni artificiali: e tale spontaneità è sintomo dell'intrinseca presenza della religione cristiana all'interno di ogni soggettività ed è l'indicazione fondamentale della superiorità della religione cristiana rispetto alle molteplici religioni pagane.

### IlCredo quia absurdum
È attribuita a Tertulliano la famosa locuzione latina «credo quia absurdum». 
(Apologeticum, 17, 3,)
Un'altra affermazione che si immette nel solco sin qui delineato è quella che si trova in De carne Christi V, 4: «Natus est Dei Filius; non pudet, quia pudendum est: et mortuus est Dei Filius; prorsus credibile est, quia ineptum est» che si traduce come «Nacque il Figlio di Dio; non è vergognoso, perché v'è da vergognarsi: e il Figlio di Dio è morto: che è del tutto credibile, poiché è del tutto incredibile».

### La tecnica dellapraescriptio
Importantissima risulta storicamente e dogmaticamente la sua opera De praescriptiones haereticorum, in cui egli giunge alla conclusione fondamentale che è inutile disputare con gli eretici sulla base della Scrittura, poiché essi continueranno a loro volta a fare lo stesso. La regula fidei contiene l'interpretazione autorevole della Scrittura ed essa è trasmessa integralmente e fedelmente solo dove sussiste la successione apostolica, cioè dai vescovi legittimi, appartenenti all'unica Chiesa cattolica e ortodossa. Ruolo primaziale nella conservazione dell'autentico deposito della fede lo ha la sede vescovile di Roma.

### Altri aspetti del pensiero
Alcune opere di Tertulliano (De spectaculis, De virginibus velandis, De cultu feminarum) sono improntate ad un estremo rigorismo morale che condanna ogni mondanità e diletto terreno come un'insidia diabolica; la donna stessa, discendente di Eva, è vista come una creatura del demonio. Tale rigorismo indusse Tertulliano ad aderire al montanismo, che predicava l'imminenza della resurrezione della carne e l'avvento del regno di Cristo, rifiutava la gerarchia della Chiesa e prescriveva una vita ascetica distaccata dal mondo.
Degna di nota è la sua affermazione: «caro salutis est cardo», «la carne è il cardine della salvezza».
Come molti pensatori del tempo, anche Tertulliano era contrario alla pratica della contraccezione; celebre è infatti il principio da lui esposto secondo il quale: «Impedire la nascita di un bambino significa commettere un omicidio anticipato».

## Linguaggio
Alla fine del II secolo e all'inizio del III, Tertulliano è fra i primi scrittori cristiani in lingua latina e sicuramente uno dei primissimi teologi che scrivono in questa lingua. Usa nei suoi scritti un linguaggio specificamente tecnico preso dal gergo legale e costruisce i periodi in modo volutamente irregolare, con interrogazioni, esclamazioni, battute ad effetto, giochi di parole, anastrofe, metafore, così da rendere più incisivo il discorso. Lo stile è veemente, polemico e aspro.
L'espressione libero arbitrio è entrata nel vocabolario filosofico con Tertulliano, che per primo usò il termine «liberum arbitrium» per tradurre il greco αὐτεξούσιος (autexousios) di Epitteto.

## Opere

Septimi Florensis Tertulliani Opera, 1598

Sono pervenute trenta opere teologiche e polemiche contro i pagani, contro gli avversari religiosi e contro alcuni cristiani che non condividevano le sue tesi.
Periodo cristiano (197-206)
- Ad nationes (197): opera in difesa del Cristianesimo contro i pagani;
- Apologeticum (197): una impetuosa difesa in nome della libertà di coscienza, sia contro i delitti manifesti imputati ai cristiani, sia contro i cosiddetti crimina occulta, come incesti, infanticidi e altre depravazioni morali pagane;
- De testimonio animae (197): opera apologetica ove l'autore sostiene che l’anima umana stessa possiede in sé la conoscenza del vero Dio;
- Adversus Iudaeos (205-207 circa): opera di polemica dottrinale contro gli Ebrei;
- Ad martyras (197 circa): esortazione ad un gruppo di cristiani incarcerati e condannati a morte;
- De spectaculis (197): opera in cui vengono considerati immorali gli spettacoli teatrali e circensi;
- De oratione (198-200 circa): opera contenente indicazioni riguardanti la preghiera cristiana e la sua superiorità rispetto a quella dell'Antico Testamento;
- De patientia (200-203): opera che tratta il tema della "pazienza" cristiana come fondamentale elemento di fede. L'impazienza, invece, è per l'autore la fonte di tutti i peccati;
- De cultu feminarum (197-206): opera, divisa in due libri distinti, nella quale le donne cristiane vengono esortate a vestire modestamente, differenziandosi così dai costumi pagani;
- Ad uxorem (200-206): opera, divisa in due libri, nella quale l'autore sconsiglia alla propria moglie, in caso di vedovanza, di non contrarre un secondo matrimonio;
- De praescriptione haereticorum (200-205 circa): contro le eresie, in favore della "Grande Chiesa" depositaria della vera dottrina cristiana;
- Adversus Hermogenem (205 circa): trattato polemico contro l'antiocheno Ermogene;
- De baptismo (198-200 circa): trattato in difesa del sacramento del battesimo e contro la setta dei Cainiti;
- De paenitentia (203): trattato incentrato sul sacramento della penitenza e sui metodi per raggiungere la riconciliazione ecclesiastica da parte del penitente;

Periodo influenzato dal montanismo (207-212)
- Ad Scapulam (212): opera indirizzata al governatore dell'Africa proconsolare Scapula che, in tal periodo, stava conducendo una campagna persecutoria contro i cristiani;
- De idolatria (211): opera nella quale Tertulliano afferma che molte attività professionali non possono esser praticate dai cristiani poiché legate al mondo pagano e all'idolatria;
- De corona (211): contro il servizio militare e la guerra, considerate cose non compatibili con la fede e, dunque, con chi si professava cristiano;
- De exhortatione castitatis (204-212 circa): breve trattato sulla disciplina cristiana in cui Tertulliano condanna le seconde nozze;
- De virginibus velandis (207 circa): opera nella quale l'autore, fornendosi delle scritture, sostiene che le vergini debbano necessariamente apparire velate e modeste;
- Adversus Marcionem (205-212 circa): opera contro Marcione;
- Adversus Praxean (212-217 circa): opera contro Prassea, in cui si trova una prima definizione della formula trinitaria (una sola sostanza, tre Persone);
- Adversus Valentinianos (209-212 circa): opera contro gli gnostici valentiniani;
- Scorpiace (213 circa): opera apologetica in difesa del martirio cristiano contro gli gnostici che ne negavano l'utilità;
- De anima (210-213 circa): è l'opera più importante, nella quale Tertulliano rielabora anche fonti pagane;
- De carne Christi (209-212 circa): contro le sette eretiche gnostiche che negavano la realtà della carne umana di Cristo;
- De pallio (209-211): opera scritta da Tertulliano in propria difesa poiché criticato dopo aver sostituito, nell'abbigliamento, il mantello (pallium) alla toga;
- De resurrectione mortuorum o carnis (209-212 circa): contro le eresie che, negando la realtà della carne di Cristo, negavano la realtà della sua resurrezione come evento salvifico.

Periodo apertamente montanista (213-220)
- De fuga in persecutione (212 circa): opera ove Tertulliano sostiene che mettersi in salvo dalle persecuzioni vada in contrasto con la volontà di Dio che, attraverso queste, intende mettere alla prova la loro fede;
- De ieiunio adversus Psychicos (217-220 circa): scritto anticattolico in difesa della pratica montanista del digiuno, assai più rigida di quella praticata dai cattolici (chiamati qui "psichici" poiché, secondo Tertulliano, dotati solo di anima e non di spirito);
- De monogamia (217): opera riguardante il matrimonio e contro la pratica delle seconde nozze;
- De pudicitia (220 circa): trattato polemico contro la disciplina penitenziale della Chiesa cattolica africana;

Opere perdute
- De spe fidelium
- De paradiso
- Adversus apellaicos
- De censu animae
- De fato
- Ad amicum philosophum
- De Aaron vestibus
- De carne et anima
- De animae submissione
- De superstitione saeculi